# گکوی جزیره گونتر
گکوی جزیره گونتر (نام علمی: Christinus guentheri) نام یک گونه از سرده گکوهای مرمرین است.